# Termoclina
La termoclina (véase también metalimnio) es una capa dentro de un cuerpo de agua o aire donde la temperatura cambia rápidamente con la profundidad o altura.

Los lagos se estratifican en tres secciones separadas:
Ⅰ. El epilimnio
Ⅱ. El metalimnio
Ⅲ. El hipolimnio
Las escalas se utilizan para asociar cada sección de la estratificación a sus profundidades y temperaturas correspondientes. La flecha se usa para mostrar el movimiento del viento sobre la superficie del agua, lo que inicia la rotación en el epilimnio y el hipolimnio.

## Océanos

Gráfico de ubicación de la termoclina ENSO neutro.

Gráfico de ubicación de la termoclina La Niña.

Debido a que el agua no es perfectamente transparente, la mayoría de la luz solar es absorbida en la capa superficial, que así se calienta. El viento y la circulación de ondas mueven el agua en esta capa, distribuyéndola dentro de ella, haciendo que la temperatura, relativamente se uniformice en las primeras decenas de metros. Debajo de esta capa de mezcla, la temperatura baja muy rápidamente; quizás más de 20 °C en los siguientes 150 m de profundidad. Esa área de rápida transición es la termoclina; debajo de ella, la temperatura continúa cayendo, pero mucho más gradualmente. En los océanos, el 90 % del agua está debajo de la termoclina. Ese océano profundo consiste de capas de igual densidad, pobremente mezclada, y tan fría como 0 a 3 °C [1]
La termoclina varía con la latitud y la estación: es permanente en los trópicos, variable en los climas templados (más fuerte en los veranos), y débil a inexistente en las regiones polares, donde la columna de agua está tan fría en la superficie como en el fondo.
En el mar abierto, se caracteriza por un gradiente de velocidad sónica negativo, haciendo a la termoclina importante en la guerra submarina, debido a que puede producir reflejos en sonares activos. 

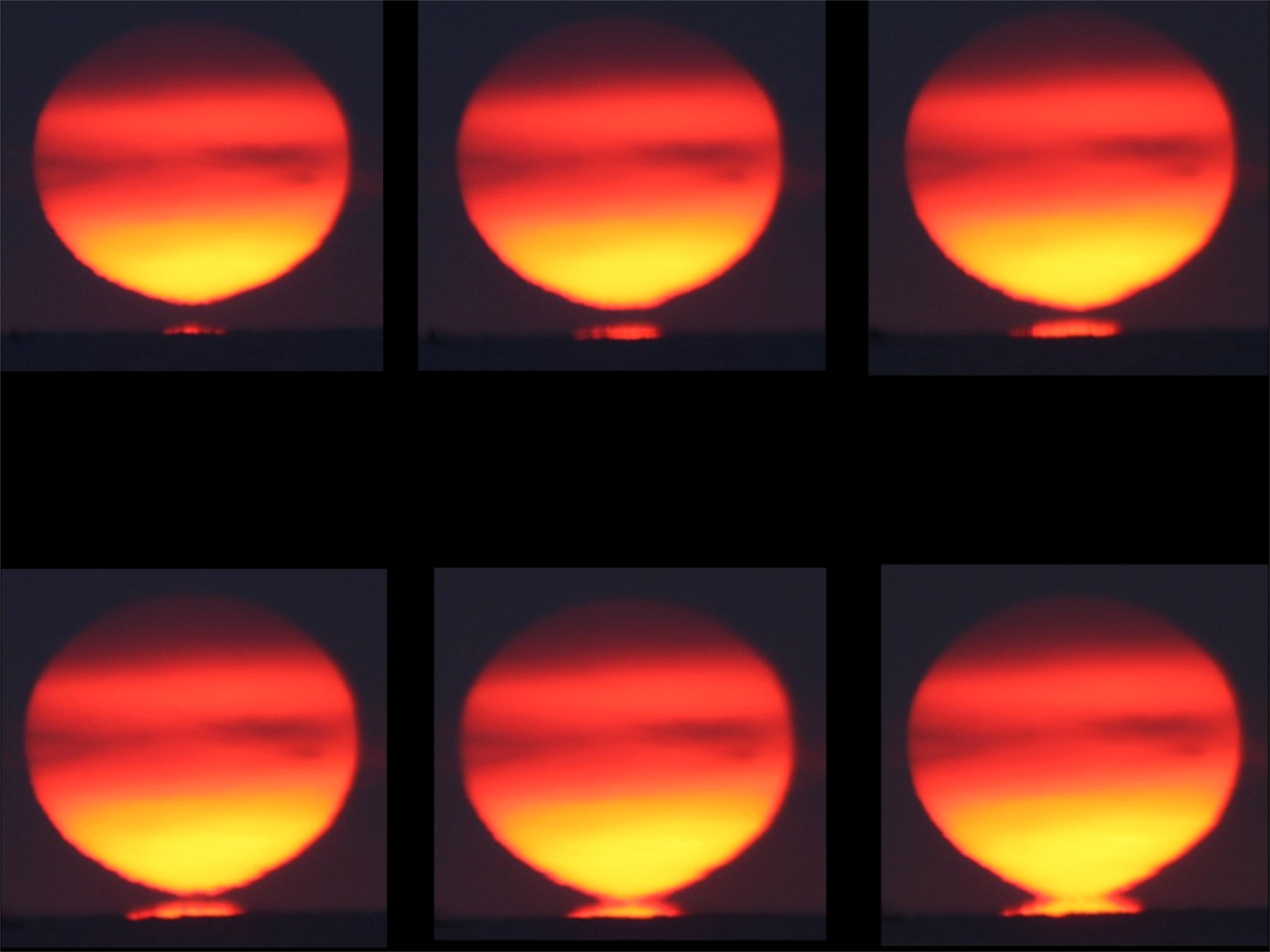
Comienzo de estados de espejismo inferior, sol poniente.

En el buceo, una termoclina de unos pocos grados Celsius pueden sentirse como estar entre dos cuerpos de agua. Y da al agua una apariencia de vidrio opaco, causado por la refracción alterada de la columna de agua fría o caliente; esta misma refractiva puede observarse cuando el aire caliente sube del pavimento negro en carreteras de áreas desérticas, causando espejismos.

## Otros cuerpos de agua
Las termoclinas pueden también ser observadas en lagos relativamente superficiales. En climas más fríos, fomenta el fenómeno llamado "inversión":
- en el verano, agua más tibia, que es menos densa, se sitúa encima de la más fría, agua más densa que se hunde al fondo; y una termoclina separándolas. Debido a que el agua caliente también se expone al sol en el día, existe un sistema estable, y ocurre muy poca mezcla entre las aguas fría y tibia. Un resultado de esta estabilidad es que en verano, hay cada vez menos y menos oxígeno debajo de la termoclina, ya que el agua debajo de la termoclina nunca recircula a la superficie. Al aproximarse el invierno, la temperatura de la superficie del agua cae hacia los 4 °C, que es la temperatura donde el agua es más densa. 4 °C es, generalmente, la temperatura del agua debajo de la termoclina. Cuando todo el cuerpo de agua está a 4 °C o cerca, comienza la 'inversión de otoño' - la termoclina desaparece, (o, para decirlo de diferente manera, alcanza la superficie) y el agua del fondo del lago puede mezclarse libremente con la de la superficie. Este proceso es ayudado por el viento o cualquier otro proceso que agite el agua. Este efecto también ocurre en aguas Árticas y Antárticas, enriqueciendo de nutrientes la superficie y produciendo eflorescencia algal de fitoplancton, haciendo a esos ecosistemas muy ricos y biodiversos.

Así la temperatura continúe cayendo en esos lugares, el agua de la superficie comienza a congelarse y el lago va cubriéndose lentamente de una capa de hielo. Una nueva termoclina se desarrolla donde el agua más densa (a 4 °C) se hunde al fondo, y el agua menos densa (agua aproximándose al punto de congelación) alcanza la superficie. Y una nueva estratificación se establece, al menos hasta que el agua se entibie lo suficiente para comenzar la 'inversión de primavera,' que ocurre después de fundirse el hielo, y la superficie del agua alcanza la temperatura de 4 °C.
Ondas pueden ocurrir en la termoclina, causando la profundización de la termoclina al medirla en un solo punto de oscilación (usualmente en la forma de seiche). Alternativamente las ondas pueden ser inducidas por flujo sobre un fondo ascendente, produciendo una onda de termoclina que no cambia con el tiempo, pero varía en profundidad al moverse en o en contra del flujo.

## Atmósfera
La formación de un perfil vertical de termoclina es un fenómeno muy común, particularmente en la baja atmósfera, debido a los efectos diurnales del ciclo calentamiento/enfriamiento solar. Por ej., a mediodía hay condiciones de intensa insolación solar, y la temperatura de la superficie terrestre es típicamente más alta que las condiciones arriba. Esta circunstancia lidera la producción de capas de temperaturas estratificadas del aire, donde las más altas Tº del aire existen cerca del suelo. A la inversa, en las noches más frescas, el aire más denso típicamente se sitúa cerca de la tierra, dando el estilo opuesto de termoclina. Este fenómeno fue aplicado al campo de los estudios de contaminación acústica en los 60, contribuyendo al diseño de autopistas urbanas y de barreras sónicas.